# Baix Maresme

Àrea del Baix Maresme

El Baix Maresme és una subcomarca del Maresme.
Els 18 municipis que en formen part són, de sud-oest a nord-est:
- Montgat
- Tiana
- El Masnou
- Alella
- Teià
- Premià de Mar
- Premià de Dalt
- Vilassar de Mar
- Vilassar de Dalt
- Cabrils
- Òrrius
- Cabrera de Mar
- Argentona
- Mataró
- Dosrius
- Sant Andreu de Llavaneres
- Sant Vicenç de Montalt
- Caldes d'Estrac

En aquesta subcomarca, de 183,36 km², hi havia, el 2007, 283.236 habitants.
La capital de la subcomarca és Mataró.
Des de la conquesta Carolíngia entorn de l'any 800, la Riera de Caldes és el punt de separació de la comarca. Allò que nasqué amb una voluntat administrativa política i eclesial en temps de la conquesta franca, durant l'Edat Mitjana fossilitzà separant els territoris del vescomtat de Cabrera a la zona de l'Alt Maresme de les zones de titularitat reial del casal de Barcelona al Baix Maresme. El Papa Alexandre III, l'any 1169 segellà aquesta separació que esdevindria històrica confirmant que els territoris al nord d'aquesta riera eren de la tutela del bisbe de Girona i, els situats al sud, eren sota l'observança pastoral del prelat barceloní. Al baix Maresme petits senyors feudals es repartien el territori que van anar passant sota el control de grans famílies burgeses barcelonines.
A la darreria del segle xv, moltes localitats s'afranquiren del poder feudal i s'incorporaren al carreratge de Barcelona com és el cas de la vila de Mataró i el de les parròquies d’Argentona, Cabrera, Vilassar i Premià posant fi a la Baronia del Maresme.
La divisió provincial del 1833 fou la primera que afavorí la unió d’ambdós sectors en incloure les dues parts en la província de Barcelona, però la divisió en partits judicials feta l’any següent mantingué la dualitat de sectors comarcals en crear dos partits judicials, el de Mataró al Baix Maresme i el d’Arenys de Mar, que estengué la seva demarcació vers Sant Celoni, Santa Maria i Sant Esteve de Palautordera, Vallgorguina i Vilalba Sasserra. La comarca del Maresme fou creada com a unitat administrativa el 1937, segons la divisió comarcal de la Generalitat republicana de l’any 1936, formada per 30 municipis, ratificats el 1987. Malgrat tot, no s'han esborrat alguns dels trets diferencials dels dos sectors originaris.